# Panman & Ace 45
Panman & Ace 45 var et dansk producerteam (1997-2002) der bestod af Jeppe Frans Budolfsen og Morten Rosenstand Eriksen. De stod bag flere danske produktioner indenfor dance og pop (fx Johnny Madsen, Toy-Box og BeePop). De skrev desuden musik for Creamy og Tamperer feat. Maya. De opnåede med sidstnævnte en 6. plads på den engelske single-hitliste i 2000.